# TikTok
TikTok, também conhecido como Douyin e anteriormente Musical.ly (em Han: 抖音; pronúncia mandarim: [təu³ in¹]) na China, é um aplicativo de mídia para criar e compartilhar vídeos curtos. De propriedade da companhia de tecnologia chinesa ByteDance, o aplicativo de mídia foi lançado como Douyin na China em setembro de 2016, e introduzido no mercado internacional como Musical.ly um ano depois, porém em novembro de 2017 o TikTok comprou o Musical.ly. É uma plataforma de vídeos curtos líder na Ásia, nos Estados Unidos e em outras partes do mundo. O aplicativo ganhou popularidade e se tornou o mais baixado nos Estados Unidos em outubro de 2018.
A partir de 2018, esteve disponível em mais de 150 mercados e em 75 idiomas. O aplicativo permite que os usuários criem vídeos de até 10 minutos. Em julho de 2018, o aplicativo contava com mais de 500 milhões de usuários em todo o mundo, chegando a 1 bilhão de usuários em 2021.

## História

### Evolução
O Douyin foi lançada pela ByteDance na China em setembro de 2016. O Douyin foi desenvolvido em 200 dias e, em um ano, recebeu 100 milhões de usuários, com mais de 1 bilhão de vídeos visualizados todos os dias. Mantendo o título do aplicativo como Douyin na China, foi lançado como TikTok para o mercado internacional quando começou a se expandir para outros países em setembro de 2017. Em 23 de janeiro de 2018, o aplicativo ficou em primeiro lugar entre os downloads gratuitos de aplicativos para dispositivos móveis em lojas de aplicativos na Tailândia e em outros países.
O TikTok foi baixado cerca de 80 milhões de vezes nos Estados Unidos e 1 bilhão de vezes em todo o mundo, de acordo com dados da empresa de pesquisa móvel Sensor Tower, que exclui os usuários do Android na China. Celebridades incluindo Jimmy Fallon e Tony Hawk aderiram ao aplicativo em novembro de 2018.
Em 9 de novembro de 2017, a ByteDance, empresa controladora da TikTok, gastou até US$1 bilhão para comprar a Musical.ly, uma startup sediada em Xangai com um escritório em Santa Monica, Califórnia, que detém uma popular plataforma de mídia social voltada para o mercado adolescente norte-americano. Visando alavancar a jovem base de usuários da plataforma digital dos Estados Unidos, o TikTok se uniu ao Musical.ly em 2 de agosto de 2018 para criar uma comunidade de vídeo maior, com contas e dados existentes consolidados em um aplicativo, mantendo o título TikTok.
A partir de 2018, o TikTok esteve disponível em mais de 150 mercados e em 75 idiomas. O TikTok foi baixado mais de 104 milhões de vezes na App Store da Apple durante todo o primeiro semestre de 2018, de acordo com dados fornecidos à CNBC pela Sensor Tower, uma plataforma de análise de aplicativos baseada em São Francisco. Ele ultrapassou o Facebook, o YouTube e o Instagram para se tornar o aplicativo iOS mais baixado do mundo naquele período.

### Douyin
Como um aplicativo separado do TikTok, o Douyin está disponível no site do desenvolvedor e manteve o mesmo título desde o seu lançamento em setembro de 2016. Parte de sua popularidade é atribuída a suas campanhas de marketing, lançando várias atividades com celebridades chinesas para atrair o interesse de seus fãs. Por exemplo, a campanha de marketing da Gala do Festival da Primavera de 2018 trouxe um aumento de 70 milhões de usuários ativos diariamente. Em fevereiro de 2018, a Douyin lançou uma parceria com a Modern Sky para monetizar a música.

## Recursos e ferramentas

### Segurança
O aplicativo permite que os usuários definam suas contas como privadas, permitindo que apenas as pessoas aprovadas visualizem seu conteúdo. Os usuários também podem permitir que todos ou apenas seus amigos enviem comentários ou mensagens para eles e “reajam” ou “duetem” com eles. O recurso "dueto" permite aos usuários filmar um vídeo ao lado de outro vídeo. O recurso “reagir” permite aos usuários filmar sua reação a um vídeo específico, sobre o qual ele é colocado em uma pequena janela que é móvel ao redor da tela.

### Tecnologia
O TikTok emprega inteligência artificial para analisar os interesses e preferências do usuário por meio de suas interações com o conteúdo e exibe um feed de conteúdo personalizado para cada usuário.

## Recepção
Em junho de 2018, o TikTok atingiu 500 milhões de usuários ativos mensais em todo o mundo e 150 milhões de usuários ativos diários na China. Tornou-se o aplicativo mais baixado do mundo na App Store da Apple no primeiro semestre de 2018, com uma estimativa de 104 milhões de downloads, superando os downloads registrados pela PUBG Mobile, YouTube, WhatsApp e Instagram no mesmo período. Em fevereiro de 2019, alcançou o marco de 1 bilhão de usuários.
O aplicativo gerou inúmeras tendências virais e celebridades da Internet em todo o mundo, impulsionou as músicas para a fama e é conhecido por ser popular entre as celebridades devido à sua imensa popularidade e influência social.

## Tendências

### As contas mais seguidas no TikTok
Esta lista contém as 10 maiores contas que tiveram mais seguidores no TikTok, que já se fundiram com o Musical.ly.
| Classificação | Utilizador      | Identidade       | Seguidores (milhões) | País           |
| ------------- | --------------- | ---------------- | -------------------- | -------------- |
| 1             | Khaby Lame      | @khaby.lame      | 152,7                | Senegal        |
| 2             | Charli D'Amelio | @charlidamelio   | 149,0                | Estados Unidos |
| 3             | Bella Poarch    | @bellapoarch     | 92,5                 | Estados Unidos |
| 4             | Addison Rae     | @addisonre       | 88,8                 | Estados Unidos |
| 5             | Will Smith      | @willsmith       | 72,7                 | Estados Unidos |
| 6             | Zach King       | @zachking        | 71,4                 | Estados Unidos |
| 7             | Kimberly Loaiza | @kimberly.loaiza | 70,5                 | México         |
| 8             | TikTok          | @tiktok          | 66,4                 | China          |
| 9             | Burak Özdemir   | @cznburak        | 65,9                 | Turquia        |
| 10            | The Rock        | @therock         | 64,2                 | Estados Unidos |

| Classificação | Do utilizador                 | identidade     | Seguidores (milhões) | País ou região |
| ------------- | ----------------------------- | -------------- | -------------------- | -------------- |
| 1             | Chen He (陈 赫)               | @ 191433445    | 50,7                 | China          |
| 2             | Dilraba Dilmurat (迪丽 热 巴) | @ 274110380    | 46,7                 | China          |
| 3             | Liu (刘 说话 的 刘 二 豆)     | @erdou         | 43,9                 | China          |
| 4             | Yi Chan (一 禅 小和尚)        | @ yichan6666   | 42,1                 | China          |
| 5             | Angelababy (杨颖)             | @ 228.228      | 37,8                 | Hong Kong      |
| 6             | Ele Jiong (何 炅)             | @ he.jiong     | 31,8                 | China          |
| 7             | Feng Timo (冯 提莫)           | @ Fengtimo1219 | 28,7                 | China          |
| 8             | Hei Lian V (黑脸 V)           | @ 145651081    | 26,0                 | China          |
| 9             | Guan Xiaotong (关 晓彤)       | @guanxiaotong  | 25,6                 | China          |
| 10            | Yang Yang (杨洋)              | @ YANGYANG.99  | 20,4                 | China          |

## Tentativas de bloqueios

### Bloqueios na Indonésia, Índia e Bangladesh
A Indonésia bloqueou temporariamente o aplicativo TikTok em 3 de julho de 2018 em meio à preocupação pública com conteúdos ilegais como pornografia e blasfêmia. O aplicativo foi desbloqueado uma semana depois, após várias alterações, incluindo a remoção de conteúdo negativo, a abertura de um escritório de contato do governo e a implementação de restrições de idade e mecanismos de segurança. A plataforma WeChat da Tencent foi acusada de bloquear os vídeos de Douyin. Em abril de 2018, Douyin processou a Tencent e acusou-a de espalhar informações falsas e prejudiciais em sua plataforma WeChat, exigindo 1 milhão de RMB em indenização e um pedido de desculpas. Em junho de 2018, a Tencent entrou com uma ação contra Toutiao e Douyin em um tribunal de Pequim, alegando que eles repetidamente difamaram a Tencent com notícias negativas e prejudicaram sua reputação, buscando uma quantia nominal de RMB 1 em compensação e um pedido público de desculpas. Em resposta, Toutiao apresentou uma queixa no dia seguinte contra a Tencent por supostamente a concorrência desleal e pedindo 90 milhões de RMB em perdas econômicas. O TikTok foi completamente banido na Índia pelo Ministério da Tecnologia da Informação, em 29 de junho de 2020, juntamente com outros 223 aplicativos chineses, sob a alegação de que eles eram "prejudiciais à soberania, integridade e defesa da Índia, segurança do Estado e ordem pública". Além da Indonésia e Índia, o TikTok está, atualmente, bloqueado também em Bangladesh.

### Tentativas de bloqueio nos Estados Unidos
Em 6 de agosto de 2020, o presidente dos Estados Unidos, Donald Trump, assinou um decreto executivo que baniria o TikTok em 45 dias caso o aplicativo não fosse vendido pela empresa ByteDance; Trump assinou também um decreto similar contra o aplicativo WeChat, propriedade da multinacional chinesa Tencent. Em 14 de agosto, Trump baixou novo documento legal dando a ByteDance 90 dias para vender ou desmembrar seus negócios com o TikTok nos EUA. No decreto, Trump declarou que havia "evidências claras” que o levavam a acreditar que a ByteDance “tomaria atitudes que ameaçam prejudicar a segurança nacional dos Estados Unidos”. Em 23 de setembro, o TikTok entrou com um pedido de liminar para evitar que o aplicativo fosse banido pela administração Trump. A liminar foi aprovada pelo ministro Carl J. Nichols em 27 de setembro.
As fiscalizações do Executivo dos Estados Unidos em relação ao TikTok diminuíram ao longo de 2022 e 2023, apesar de vários projetos de lei bipartidários, propostos por congressistas Democratas e Republicanos, que visavam banir o aplicativo nos EUA. Uma reportagem da Forbes, publicada em agosto de 2023, sugeriu que essa redução pode estar relacionada a um possível acordo de 100 páginas entre o governo dos EUA e a ByteDance, a empresa controladora do TikTok, intermediado pelo Comitê de Investimento Estrangeiro nos EUA (CFIUS). Este comitê é responsável por investigar investimentos estrangeiros em negócios que possam ameaçar os interesses nacionais. O rascunho do acordo, discutido em 2022, daria aos ministérios dos EUA a autoridade para, em certas circunstâncias, forçar a ByteDance a interromper temporariamente as operações do TikTok nos EUA. Além disso, o acordo incluiria medidas como supervisão independente, auditorias de cibersegurança e inspeções de código-fonte. Em março de 2023, a CFIUS exigiu que a ByteDance buscasse vender a plataforma para uma empresa americana, sob ameaça de possível proibição federal.
Atualmente, o TikTok está proibido de ser instalado em celulares de trabalhadores do governo federal americano, bem como nos dispositivos de funcionários de metade dos governos estaduais.
Durante uma audiência com senadores dos Estados Unidos para discutir a segurança de menores de idade nas redes sociais e plataformas em janeiro de 2024, membros do partido Republicano reiteraram a alegação de que o TikTok seria uma ferramenta do governo chinês e defenderam o banimento do aplicativo nos Estados Unidos.

### Índia
Em 2020, o TikTok foi banido indefinidamente na Índia após o país ter um confronto de fronteira com a China.

### Canadá
Em 6 de novembro de 2024, o Canadá ordenou que o TikTok encerrasse seus escritórios no país devido a preocupações de segurança nacional, mas o acesso ao aplicativo não foi proibido. No entanto, os usuários ainda poderão acessar o aplicativo de vídeo e carregar conteúdo nele.

## Impacto cultural
O TikTok também desempenhou um papel na formação de novos estilos de humor, comunicação e expressão criativa, popularizando formatos curtos de vídeo em toda a internet. Além disso, o aplicativo influenciou campanhas de marketing, educação digital e movimentos sociais, tornando-se um dos principais agentes culturais do século XXI.

## Investigação por autoridades brasileiras
Em 4 de novembro de 2024, a Autoridade Nacional de Proteção de Dados (ANPD), autoridade ligada ao governo brasileiro, anunciou a "implementação de ações de regularização e instaurou processo administrativo sancionador para investigar potenciais práticas de tratamento irregular de dados pessoais de crianças e adolescentes." TikTok.
Em nota, a ANPD declarou que, por meio do feed sem cadastro, onde qualquer um pode acessar o aplicativo do TikTok sem criar um perfil, dados de crianças e adolescentes seriam indevidamente coletados e estes também poderiam ter acesso a conteúdos com restrição de idade, ou inapropriados para menores de 18 anos. Segundo o Instituto Alana, que está como amicus curiae no processo, esse tipo de feed existe somente no Brasil.

## Controvérsias

### Direitos autorais e inteligência artificial
Em 31 de janeiro de 2024, a Universal Music Group (UMG), atualmente a maior gravadora do mundo em termos de artistas populares, retirou todos os seus artistas do TikTok após uma série de disputas relacionadas à maneira como a plataforma lida com o conteúdo protegido por direitos autorais.
A gravadora acusou a rede social de não demonstrar esforços suficientes na remoção de vídeos e postagens que violam leis de direitos autorais, especialmente quando utiliza inteligência artificial para alterar músicas dos artistas. A UMG ainda argumentou que o TikTok não compensa adequadamente os artistas e chegou a afirmar que a plataforma estaria "patrocinando" a substituição de músicos por inteligência artificial.

### Conteúdo inapropriado e menores de idade
Em 2021, uma reportagem do Wall Street Journal revelou que o algoritmo da rede social exibia conteúdo sexual a usuários menores de idade. A matéria criou uma conta fictícia, alegando ter 13 anos, e recebeu vídeos promovendo contas do OnlyFans, drogas, pornografia e prostituição, violando as diretrizes da comunidade.
Em 2022, um artigo da Forbes demonstrou que a rede social facilitava transmissões ao vivo que exploravam sexualmente menores de idade em troca de dinheiro.
Em 2023, reportagens do Núcleo Jornalismo revelaram que menores de idade brasileiros estavam utilizando a plataforma para promover cultos a massacres e violência em escolas, sendo destacado que um atirador brasileiro teria se radicalizado por meio dessa plataforma. O Núcleo também apontou que usuários de países hispânicos estariam utilizando termos associados à pornografia infantil na plataforma para compartilhar links externos que direcionavam ao conteúdo criminoso.

### Uso do TikTok para o recrutamento de crianças por grupos guerrilheiros
Em 2024, a BBC investigou o aumento no número de vídeos de “recrutamento” postados na plataforma, que acontece na ausência de um acordo de paz entre o governo e as facções dissidentes. Segundo a investigação da BBC, os Grupos dissidentes das FARC, grupo guerrilheiro colombiano, estão postando vídeos no TikTok para recrutar jovens. As autoridades colombianas apontam que ao menos 189 jovens foram recrutados em 2023, e mais de 150 até agora em 2024.

### Morte de um adolescente na Albânia
Em 21 de dezembro de 2024, o governo da Albânia anunciou que vai proibir o TikTok por um ano no país após o assassinato de um adolescente de 14 anos ter sido esfaqueado até a morte por um colega após discussão nas redes sociais em novembro do mesmo ano.